# Caryomene
Caryomene es un género con cinco especies de plantas de flores perteneciente a la familia Menispermaceae. Nativo de Brasil y Bolivia.

## Especies seleccionadas
- Caryomene foveolata
- Caryomene glaucescens
- Caryomene grandifolia
- Caryomene olivascens
- Caryomene prumnoides

- Datos: Q8341510
- Especies: Caryomene